# Antitypona louana
Antitypona louana es un coleóptero de la familia Chrysomelidae.
Fue descrita científicamente por primera vez en 1976 por Bechyne & Springlova de Bechyne.